# Іркутський науково-дослідний інститут благородних і рідкісних металів та алмазів
Іркутський науково-дослідний інститут благородних і рідкісних металів та алмазів (рос. ОАО «ИРГИРЕДМЕТ») — провідний науково-дослідний центр гірництва в РФ. Тут виконується більшість науково-дослідних робіт у галузі видобутку і переробки золотовмісних руд і пісків, проводяться наради працівників золотодобувної промисловості, наукові конференції.
Заснований в 1871 р. як лабораторія для плавки золота з копалень Східного Сибіру. З 1930 р. — «Сибгинцветмет», з 1932 р. — Інститут по золоту і супутниках «Гинзолото», з 1942 р. — завод № 172, з 1946 р. — «ИРГИРЕДМЕТ» (Иркутский государственный НИИ редких и цветных металлов).
У 2001 р. мав у штаті 250 чол., у т. ч. 3 доктори наук, 28 кандидатів наук.
Комплексно вирішує всі питання, які виникають при освоєнні золоторудних родовищ — від геології до афінажу, включаючи розробку проектів та поставку обладнання.
В інституті представлені такі напрями:
- аналізи проб на вміст рідкісних і кольорових металів;
- дослідження руд і пісків; метрологічна служба аналітичного центру;
- проектно-конструкторський відділ;
- охорона довкілля;
- розробка технічної документації проектів;
- технологічна сертифікація руд, пісків і технологічної сировини, що містять благородні метали.